# Ferrari Enzo
Ferrari Enzo e суперавтомобил, кръстен на името на основателя на компанията, Енцо Ферари. Към момента на създаването си това е най-мощният автомобил с атмосферно пълнене на двигателя в света. Той е пуснат в продажба през 2003 г. и е разработен на базата на технологии от Формула 1 като каросерия от въглеродни влакна, секвенционална скоростна кутия с превключване на предавките чрез лостчета на волана и въглеродно-керамични спирачки. Използвани са и забранени във Формула 1 технологии, като например активен контрол на аеродинамичните елементи.
Enzo е разработен на базата на F50 с една цел – да предостави усещане, възможно най-близко до това в болид от Формула 1. Основните направления за развитие спрямо предишния модел са свързани с подобряването на поведението на автомобила при ниски обороти. Оформянето на купето отново е поверено на Pininfarina със задачата да бъде създаден аеродинамично ефективен, агресивен и по възможност красив автомобил.

## Производство
За първи път Enzo е представен на автосалона в Париж през 2002 г. Първоначалните планове са били за производството на 349 броя с единична цена от 643 330 щ.д.. Клиентите са подбрани от компанията – предимно собственици на F40 и F50, на които е изпратена лична покана за покупка. По този начин всичките 349 автомобила са продадени още преди тяхното производство да започне. Поради множеството запитвания, компанията решава да произведе още 50 броя.
Ferrari произвежда още едно Enzo, номер 400, което продава на търг на 28 юни 2005 г., а приходите от продажбата са дарени за подпомагане на пострадалите от цунамито през 2004 г. Продажната цена е €950 000 – почти два пъти повече от стандартната.

## Каросерия
Дизайнът е подчинен на основната цел – създаването на притискане към пътя, но и запазване на изчистена линия. Затова повечето аеродинамични елементи са интегрирани, вместо да се издават от купето. Основна роля играе дъното на автомобила – клапите пред предните колела и под радиаторите работят едновременно с малкия автоматично регулируем заден спойлер и създават натиск от 344 kg при движение с 200 km/h и 775 kg при 300 km/h.
Купето е едновременно леко и кораво благодарение на използването на въглеродни влакна и алуминиеви панели за изработката му.
Окачването е независимо и на четирите колела, твърдостта на амортисьорите може да се контролира от шофьорското място, а също и височината на автомобила. Изработването на въглеродно-керамичната спирачната система е поверено на Brembo – тя не страда от недостиг на сила нито когато спирачките са студени, нито когато са горещи. Спирачните апарати разполагат с по шест цилиндърчета за предните колела и с по четири за задните.

## Двигател
Независимо от желанието на Ferrari да създаде максимално доближаващ се до Формула 1 автомобил, Enzo не е снабден с V10 мотор. Равномерната работа на 12-цилиндровия мотор накланя везните в негова полза, а също и компактните му размери, които са съизмерими с тези на V10. Липсата на достатъчно въртящ момент при F50 поради малкия работен обем от 4,7 l кара Ferrari да създаде изцяло нов агрегат с работен обем от 6 l. С максимална скорост от 8200 об./мин. и ъгъл между блоковете 65°, двигателят има четири задвижвани от назъбени ремъци разпределителни вала, променливи фази на газоразпределението както за всмукателните, така и за изпускателните клапани, и всмукателен колектор с променлива геометрия за повишаване на въртящия момент. Горивната система е Bosch Motronic ME7, двигателят е с атмосферно пълнене. Всички тези технологии довеждат до генерирането на мощност от 660 к.с. при 7800 об./мин. и въртящ момент 657 Nm при 5500 об./мин.
Полуавтоматичната трансмисия на Enzo (подобна на тази на болидите от Формула 1) използва лостчета на волана за управление на автоматичния съединител и система за смяна на предавките. Времето за превключване е само 150 ms.
Благодарение на това автомобилът се изстрелва от 0 до 100 km/h за 3,3 s и от 0 до 160 за 6,6 s. Това си има своята цена – среден градски разход на гориво около 30 l/100 km и извънградски 19,5 l/100 km.